# 전주국제발효식품엑스포조직위원회
전주국제발효식품엑스포조직위원회는 발효식품엑스포 및 문화행사 개최, 국내외학술행사 산학연 공동기술연구개발 및 시험생산등 실용화 목적으로 2004년 5월 3일 설립된 대한민국 농림수산식품부 소관의 사단법인이다. 사무실은 전북특별자치도 전주시 덕진구 금암동 710-5, 우석빌딩 5층에 있다.

## 주요 사업
- 발효음식문화 창달을 위한 출판 및 교육ㆍ문화 사업
- 전주국제발효식품엑스포 및 문화행사 개최
- 발효식품 산업발전을 위한 연구 및 마케팅 지원 사업
- 발효문화 및 산업발전을 위한 네트워크 구축 사업
- 기타 조직위원회의 목적달성에 필요한 사업